# Dunkerk
Dunkerk (francouzsky Dunkerque, nizozemsky Duinkerke(n), anglicky Dunkirk, německy Dünkirchen, ve francouzsko-západovlámském dialektu Duunkerke) je město na severu Francie v departmentu Nord a regionu Hauts-de-France. Žije zde 88 876 obyvatel.

## Historie

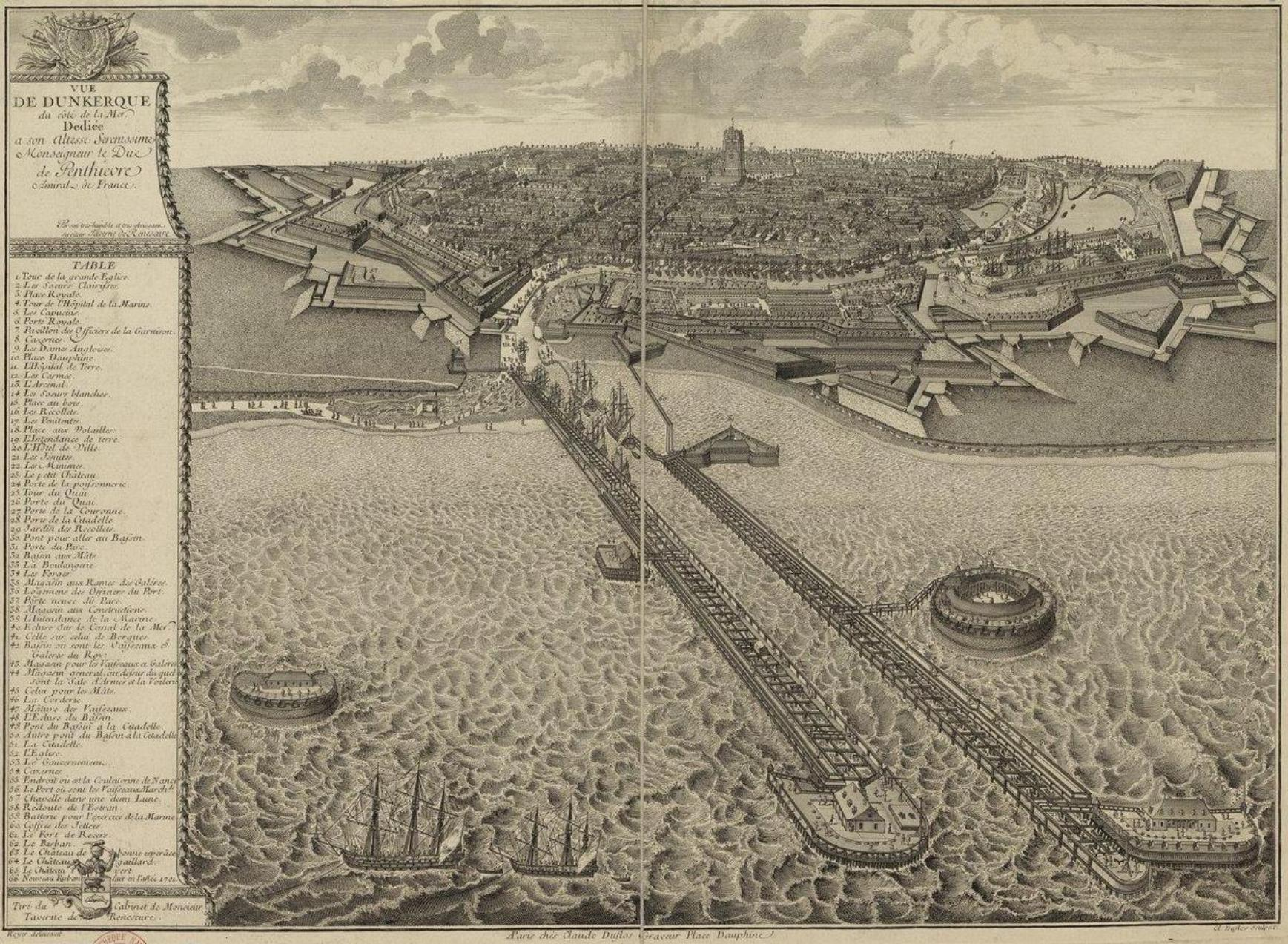
Dunkerque na rytině z let 1700–1710

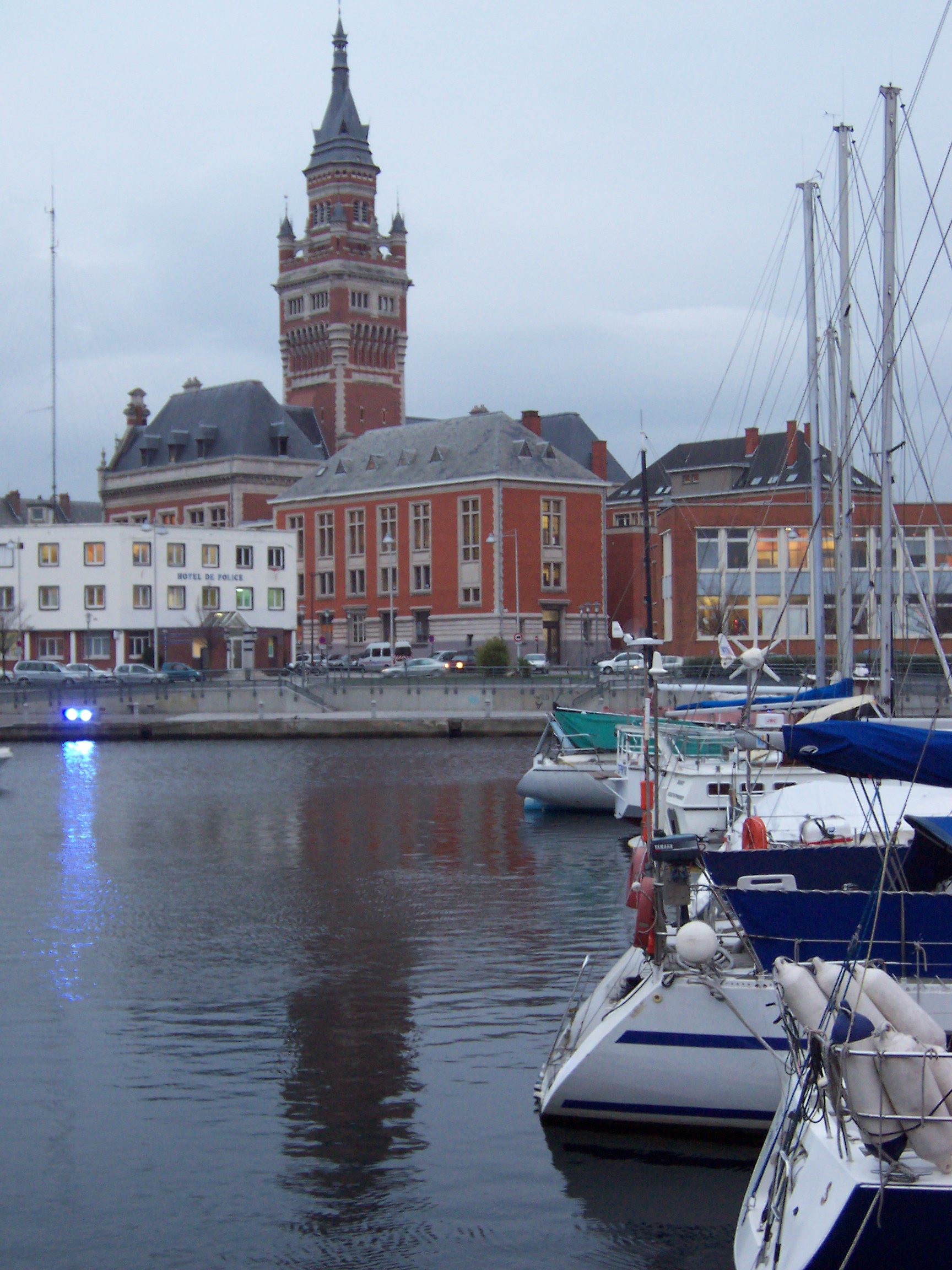
Historické centrum s radnicí

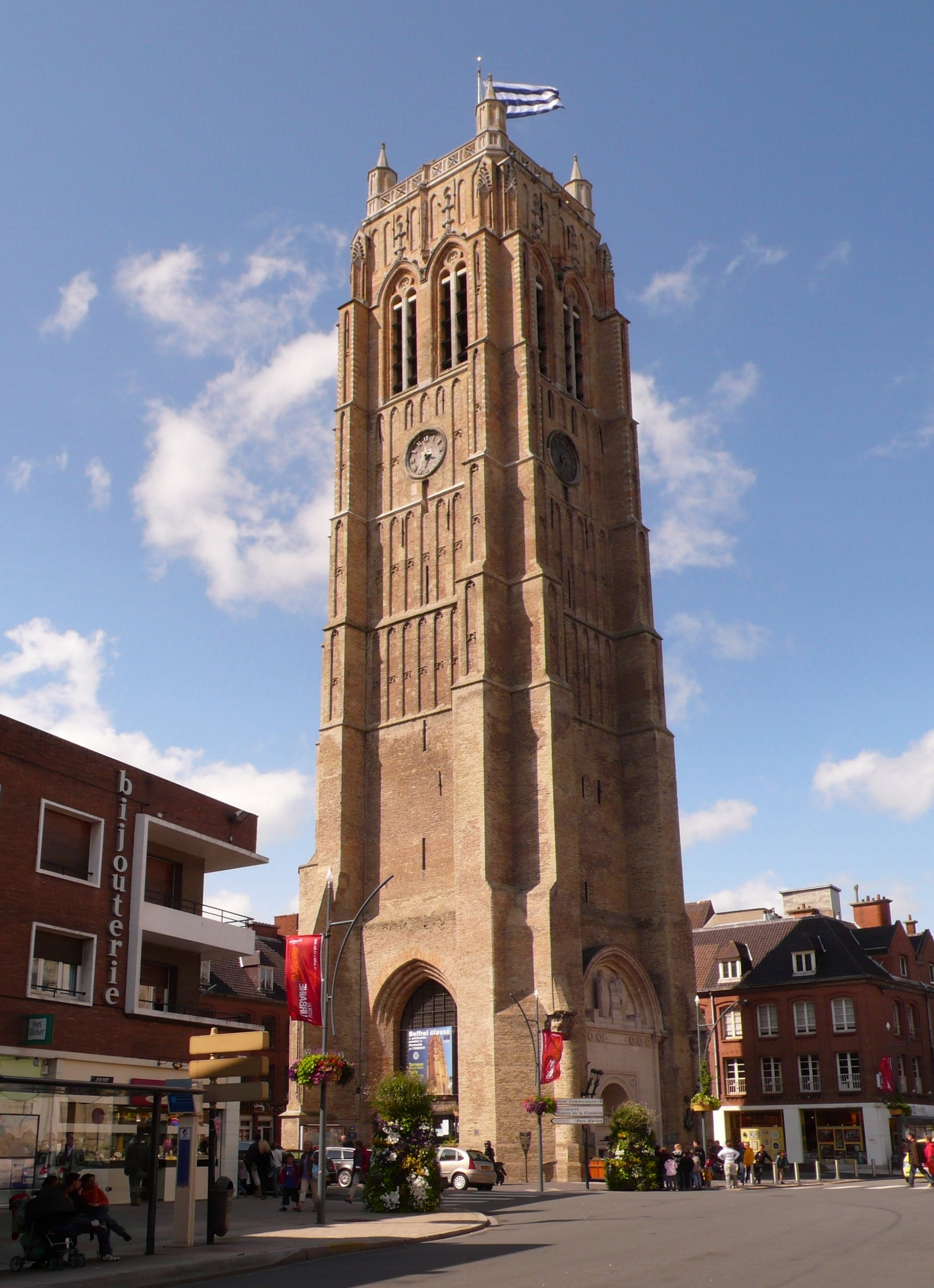
Zvonice Belfort

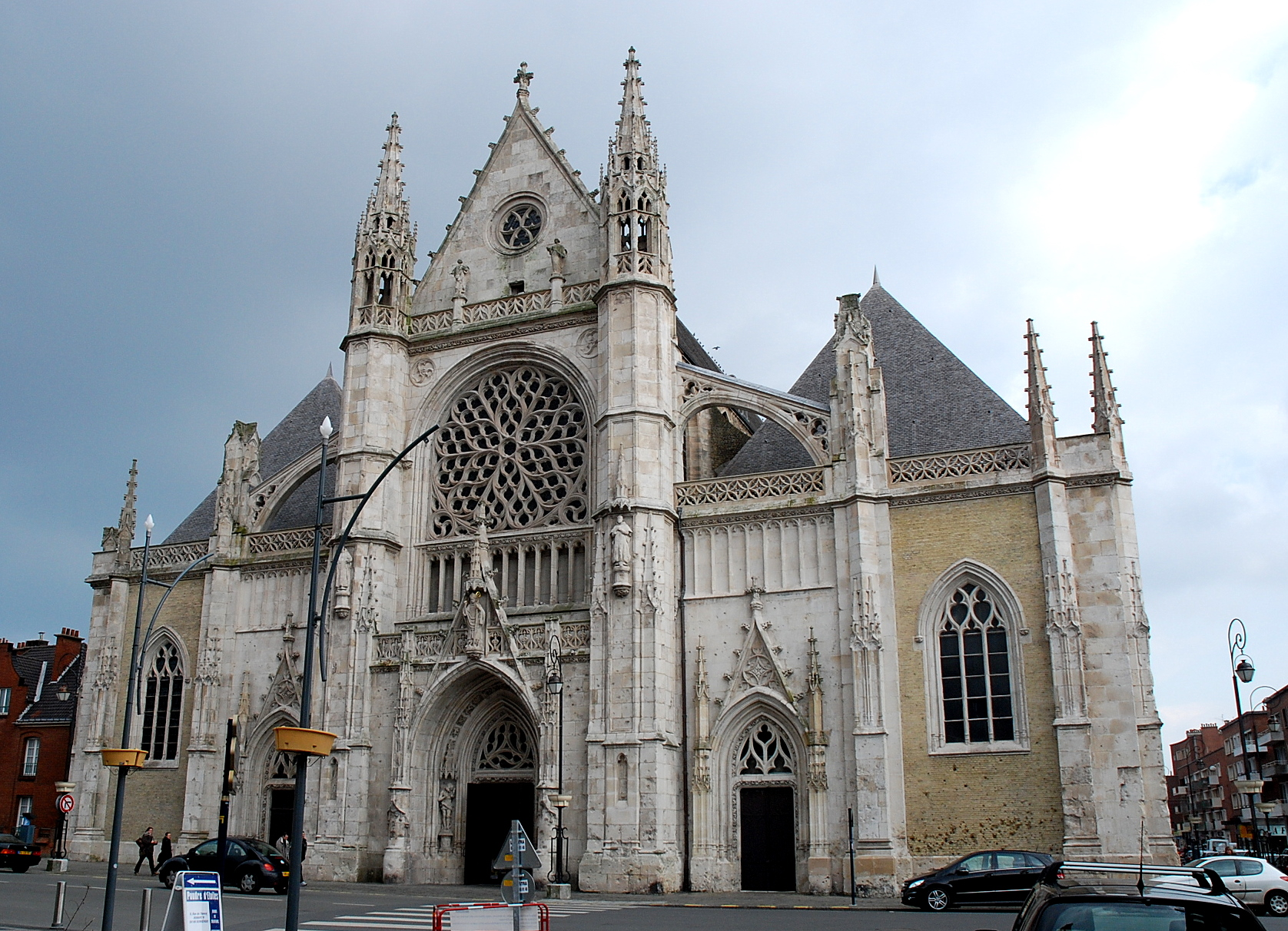
Kostel sv. Eligia

Toto území bylo osídleno kmenem Franků od raného středověku. Roku 2021 byly archeologickým výzkumem odhaleny základy byzantského sídla s kamennou stavbou, mozaikou  a mincí císaře Heraklia. Kolem roku 800 existoval také přístav. Kolem roku 960 flanderský hrabě Balduin III. zbudoval hrad, první kostel byl postaven kolem roku 1000 a radnice v roce 1233. Během stoleté války roku 1338 o město svedl válku hrabě Ludvík I. Flanderský s anglickým králem. V roce 1382 se zde poprvé pořádal karneval, jehož tradice trvá až do současnosti. Roku 1395 dal francouzský vévoda Robert I. z Baru zbudovat první městské opevnění. Hraniční poloha z města činila důležitou křižovatku strategických zájmů čtyř evropských zemí. Správou bylo město rozděleno mezi Španělsko, Anglii, Nizozemsko a Francii. 
Během osmdesátileté války se město stalo základnou korzárů, kteří odtud podnikali loupeživé výpravy od břehů Irska, až do Baltského a Středozemního moře. V roce 1646 území připadlo Francii, získal je král Ludvík XIV. Definitivně přešlo pod její vládu až kupní smlouvou 17. října 1662, kdy je anglický král Karel II. Stuart prodal Francii. Následně francouzský fortifikační inženýr Vauban navrhl a realizoval opevnění města s citadelou. 

### 1915–1918
Během první světové války bylo město v letech 1915–1917 zásadně poškozeno několikanásobným německým bombardováním, při kterém zahynulo přes 800 obyvatel, kolem 1 100 lidí bylo zraněno, 400 budov zbořeno a kolem 1000 poškozeno. 1. ledna 1918 město obsadilo Námořnictvo Spojených států amerických a vytvořilo zde  vojenskou námořní základnu. Po válce bylo město za hrdinství vyznamenáno Válečným křížem a Řádem Čestné legie.

### Dunkerk 1940
Za druhé světové války se zde odehrála velká bitva během německé invaze v roce 1940. Přes toto město uniklo do Anglie velké množství vojáků a byla zachráněna spousta vojenského materiálu. Evakuováno bylo 338 226 mužů, kteří přeplouvali přes kanál za téměř neustálého bombardování (Winston Churchill to nazval „Dunkerkský zázrak“). Evakuace proběhla pod krycím názvem „Operace Dynamo“. Během této bitvy byl Dunkerk velmi poničen bombardováním.

### Dunkerk 1944
Spojenci zahájili operace pro znovudobytí Dunkerku 7. října 1944, kdy sem dorazila Druhá kanadská divize, která postupovala na severovýchod po vítězství v Normandii. Němci spatřovali v tomto městě opěrný bod a proto jej přeměnili na pevnost, kterou bránili až do 9. května 1945. Na obléhání se podílela Československá samostatná obrněná brigáda.

## Vývoj počtu obyvatel
Počet obyvatel

## Správa

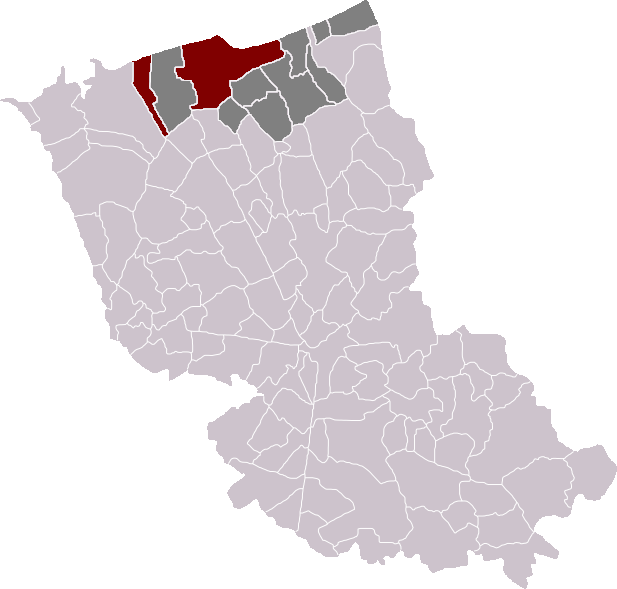
Umístění Dunkerku v arrondissementu Dunkerk

Obec se podstatně rozrostla tím, že absorbovala několik sousedních obcí:
- 1970: fúze s Malo-les-Bains (která vznikla odtržením od Dunkerku v roce 1881)
- 1972: fúze s Petite-Synthe a Rosendaëlem (Rosendaël vznikl odtržením od Téteghemu v roce 1856)
- 1980: fúze-přidružení s Mardyckem (který se stal přidruženou obcí s počtem obyvatel 372 v roce 1999)
- 1980: velká část Petite-Synthe je odtržena od Dunkerku a zahrnuta do Grande-Synthe
- 2010: po neúspěšném pokusu o spojení se Saint-Pol-sur-Mer a Fort-Mardyckem v roce 2003 se obě úspěšně staly přidruženými obcemi Dunkerku v prosinci 2010

## Památky
- kostel sv. Eligia – trojlodní gotická bazilika, při bombardování za 1. světové války zničeny klenby
- radnice – v jádře gotická cihlová stavba, přestavěná v 19. století a po válce
- Zvonice Belfort – samostatně stojící gotická věž, památka na seznamu Světového dědictví UNESCO
- zbytky městských hradeb

## Slavní obyvatelé města
- Jean Bart, korzár
- Michel de Swaen, básník a dramatik
- Pierre Jean Van Stabel, korzár
- Louis Joseph Auguste Saint-Laurent, generál
- Armand Charles Guilleminot, generál
- Victor Derode, historik
- Charles Coquelin, ekonom
- Henri Tresca, inženýr
- Auguste Angellier, básník a literární kritik
- Roger Salengro, politik
- Paul Meurisse, herec
- Jacques Duquesne, novinář a spisovatel
- Pierre Dhainaut, básník a spisovatel
- François Rollin, herec a scenárista
- François Reynaert, novinář a spisovatel
- Jean-Paul Rouve, herec

## Partnerská města
- Krefeld
- Liberec
- Middlesbrough
- Ramat ha-Šaron
- Gaza
- Čchin-chuang-tao